# ESI-Skala
Die ESI-Skala (Environmental Seismic Intensity scale, auch ESI 2007) ist eine von der International Union for Quaternary Research (INQUA) entwickelte Intensitätsskala für Erdbeben. Während ihrer Entstehungszeit wurde sie mit dem Namen INQUA-Skala bezeichnet.
Anders als Magnitudenskalen, z. B. die häufig zitierte Richterskala, beschreiben Intensitätsskalen wie die JMA-Skala, die EMS-Skala oder die Mercalliskala die Auswirkungen eines Erdbebens an der Oberfläche und können deshalb für ein einzelnes Beben an verschiedenen Orten unterschiedliche Stärken wiedergeben.

## Geschichte
Die Beurteilung von Erdbeben in vorhistorischer Zeit ist sehr schwierig, da weder die Magnitude nachträglich gemessen werden kann, als auch die Schäden an Bauwerken fehlen, die heute als Grundlage der gebräuchlichen Intensitätsskalen dienen. Aus der geologischen Untersuchung von Sedimenten sind Anzeichen für vorgeschichtliche Erdbeben bekannt. Vor allem in der geologisch jungen Vergangenheit des Quartärs sind viele von ihnen noch erhalten. Aus diesem Grund wurden innerhalb der wissenschaftlichen Gemeinschaft der Quartärgeologen Bestrebungen unternommen, eine Intensitätsskala für Erdbeben zu entwerfen, die sich ausschließlich auf diejenigen Wirkungen eines Erdbebens stützt, die in der natürlichen Umwelt zu beobachten sind.
1999 wurde während des 15. Kongresses der INQUA in Durban eine Arbeitsgruppe aus Geologen, Seismologen und Ingenieuren auf den Weg gebracht. Die erste Version der von dieser Arbeitsgruppe entwickelten Intensitätsskala wurde als INQUA-Skala während des 16. Kongresses der INQUA in Reno veröffentlicht und bis 2007 durch Anwendung auf tatsächliche Erdbebenereignisse getestet. Die Teilnehmer des 17. Kongresses der INQUA in Cairns stimmten der so verbesserten Skala zu, die unter dem offiziellen Namen Environmental Seismic Intensity Scale oder kurz ESI 2007 verabschiedet wurde.

## Eigenschaften
Die ESI-Skala ist wie viele der heutigen Intensitätsskalen zwölfstufig und besteht nicht nur aus der Skala selber, sondern auch aus begleitenden Richtlinien, die den wissenschaftlichen Hintergrund und die Organisation der Skala beschreiben. Außerdem enthalten die Richtlinien Anleitungen zu ihrer Anwendung – auch in Verbindung mit den schadensbasierten traditionellen Intensitätsskalen – sowie die Beschreibung der entscheidenden Merkmale und der Bedeutung der verwendeten Fachausdrücke, Farben und Schriftarten.
Um den Vergleich mit den traditionellen Intensitätsskalen zu ermöglichen, enthält die Skala drei Stufen (I – III), die keine Auswirkungen auf die Umwelt haben. Die Beschreibung dieser Stufen ist deshalb leer.

## Tabelle der ESI-Intensitätsgrade
|            |                        | Hauptwirkungen                           | Nebenwirkungen                    | Nebenwirkungen                    | Nebenwirkungen                                            | Nebenwirkungen                                       | Nebenwirkungen                                                       | Nebenwirkungen                            | Nebenwirkungen                      | Nebenwirkungen                                                                           | Nebenwirkungen                    |
| Intensität | Beschreibung           | Oberflächen- störungen und Deformationen | Hydrologische Anomalien           | Anormale Wellen / Tsunamis        | Bodenspalten                                              | Hangbewegungen                                       | Baumbewegungen                                                       | Bodenver- flüssigung                      | Staubwolken                         | Springende Steine                                                                        | Fläche (km2)                      |
| I – III    | I – III                | keine Auswirkungen auf die Umwelt        | keine Auswirkungen auf die Umwelt | keine Auswirkungen auf die Umwelt | keine Auswirkungen auf die Umwelt                         | keine Auswirkungen auf die Umwelt                    | keine Auswirkungen auf die Umwelt                                    | keine Auswirkungen auf die Umwelt         | keine Auswirkungen auf die Umwelt   | keine Auswirkungen auf die Umwelt                                                        | keine Auswirkungen auf die Umwelt |
| IV         | generell bemerkt       | –                                        | selten und geringfügig            | Zentimeter                        | millimeterbreit                                           | sehr selten Steinschlag, kleine Erdrutsche           | Äste zittern                                                         | –                                         | –                                   | –                                                                                        | –                                 |
| V          | stark                  | –                                        | selten und geringfügig            | Dezimeter                         | millimeterbreit, bis zu einem Meter lang                  | selten Steinschlag, kleine Erdrutsche                | Äste und Büsche zittern                                              | sehr selten                               | –                                   | –                                                                                        | –                                 |
| VI         | leicht schädigend      | –                                        | deutlich, meist vorübergehend     | mehrere Dezimeter                 | millimeter- bis zentimeterbreit, mehrere Meter lang       | Steinschlag und Erdrutsche bis 1.000 m3              | z. T. starkes Erbeben von Bäumen und Büschen                         | selten                                    | –                                   | –                                                                                        | –                                 |
| VII        | schädigend             | selten                                   | deutlich, meist vorübergehend     | Meter                             | 5 bis 10 Zentimeter breit, bis zu hundert Metern lang     | Steinschlag und Erdrutsche bis 10.000 m3             | starkes Erbeben von Bäumen und Büschen                               | selten, bis 50 cm groß                    | –                                   | –                                                                                        | 10                                |
| VIII       | stark schädigend       | generell zu beobachten                   | erheblich, meist vorübergehend    | 1–2 Meter                         | 50 Zentimeter breit, mehrere hundert Meter lang           | Steinschlag und Erdrutsche bis mehr als 100.000 m3   | starkes Schütteln von Bäumen, vereinzelt Entwurzelung                | nicht selten, bis 1 m groß                | im Epizentrum in trockenen Gebieten | springende Bewegung von Sand, Kies, kleinen Felsbrocken, Baumstämmen, am Ort bleibend    | 100                               |
| IX         | zerstörend             | nahezu überwiegend                       | stark, meist vorübergehend        | mehrere Meter                     | 100 Zentimeter breit, mehrere hundert Meter lang          | Steinschlag und Erdrutsche bis mehr als 1.000.000 m3 | starkes Schütteln und Brechen von Bäumen, vereinzelt Entwurzelung    | häufig, bis 3 m groß                      | oft in trockenen Gebieten           | springende Fortbewegung von kleinen Felsbrocken, Baumstämmen, bis mehrere Meter          | 1.000                             |
| X          | stark zerstörend       | überwiegend                              | stark, zum Teil bleibend          | mehrere Meter                     | mehr als 100 Zentimeter breit, mehrere hundert Meter lang | Steinschlag und Erdrutsche bis mehr als 1.000.000 m3 | starkes Schütteln von Bäumen, viele brechen, vereinzelt Entwurzelung | sehr häufig, größere Flächen, Subsidenz   | oft in trockenen Gebieten           | springende Fortbewegung von 2 bis 3 m großen Felsbrocken, bis mehrere hundert Meter      | 5.000                             |
| XI         | verwüstend             | überwiegend                              | stark, zum Teil bleibend          | sehr groß, über 10 Meter          | mehrere Meter breit                                       | Steinschlag und Erdrutsche bis mehr als 1.000.000 m3 | starkes Schütteln von Bäumen, viele brechen, oft Entwurzelung        | weit verbreitet, Subsidenz großer Flächen | in trockenen Gebieten               | springende Fortbewegung von mehrere Meter großen Felsbrocken über weite Strecken möglich | 10.000                            |
| XII        | vollständig verwüstend | überwiegend                              | stark, zum Teil bleibend          | riesig                            | mehr als 10 Meter breit                                   | Steinschlag und Erdrutsche bis mehr als 1.000.000 m3 | starkes Schütteln von Bäumen, viele brechen, oft Entwurzelung        | landschafts- verändernd                   | in trockenen Gebieten               | springende Fortbewegung von sehr großen Felsbrocken über weite Strecken möglich          | 50.000                            |

## Ausführliche Beschreibung der Merkmale
Die in der obigen Tabelle aufgeführten Merkmale sind nur kurze Zusammenfassungen der tatsächlichen Auswirkungen. Sie werden in der Definition der ESI-Skala ausführlich beschrieben und umfassen feine Abstufungen der Auswirkungen von Erdbeben sowie begleitende Erscheinungen. Die zugehörigen Definitionen der einzelnen Auswirkungen sind im Folgenden näher erläutert.
Die führenden Buchstaben sind folgenden Nebeneffekten zugeordnet:
- a) Hydrologische Anomalien
- b) Abnormale Wellen/Tsunamis
- c) Bodenspalten
- d) Hangbewegungen
- e) Baumbewegungen
- f) Bodenverflüssigung
- g) Staubwolken
- h) Springende Steine

### Stufe IV
Hauptwirkungen fehlen. Nebenwirkungen sind:
a) Kleine Veränderungen des Wasserstandes in Brunnen oder der Menge der Wasserschüttung von Quellen treten ganz vereinzelt und begrenzt auf. Sehr selten werden kleine physikalische und chemische Veränderungen oder Trübung des Wassers von Brunnen oder Quellen beobachtet, dies vor allem in Quellen aus größeren Karst-Aquiferen.
b) Entwicklung von einige Zentimeter hohen Seiches in abgeschlossenen Becken (in Seen und im Meer) – typischerweise im Fernbereich von Erdbeben –, die im Allgemeinen nur von Pegeln erfasst werden, selten auch mit bloßem Auge. Anormale Wellen werden von allen Menschen in kleinen Booten wahrgenommen, von einigen in großen Booten, von den meisten an der Küste. Schwingung und manchmal Überschwappen des Wassers in Schwimmbecken wird beobachtet.
c) Auftreten von millimeterdicken Haarrissen bei geeigneter Geländeform (Hänge, Bergkämme) oder bei bestimmter Bodenbeschaffenheit (wassergesättigter Boden, unverfestigter Schwemmboden).
d) In steilen Hängen nahe dem kritischen Winkel und bei losem oder wassergesättigtem Boden kommt es vereinzelt zu Steinschlag und kleinen Erdrutschen, manchmal infolge der Wiederbelebung alter Rutschmassen.
e) Schwaches Zittern von Ästen.

### Stufe V
Hauptwirkungen fehlen. Nebenwirkungen sind:
a) Selten und begrenzt treten kleine Veränderungen des Wasserstandes in Brunnen oder der Menge der Wasserschüttung von Quellen auf. Ebenso werden vereinzelte kleine physikalische und chemische Veränderungen oder Trübung des Wassers von Seen, Brunnen oder Quellen beobachtet.
b) Entwicklung von einige Dezimeter hohen Seiches in abgeschlossenen Becken (in Seen und im Meer) – typischerweise im Fernbereich von Erdbeben –, die manchmal auch mit bloßem Auge erfasst werden. Anormale Wellen von einigen Dezimetern Höhe werden von allen Menschen in Booten und an der Küste wahrgenommen. Überschwappen des Wassers aus Schwimmbecken.
c) Begrenztes Auftreten von millimeterdünnen Rissen mit einer Länge von einigen Zentimetern bis zu einem Meter bei geeigneter Geländeform (Hänge, Bergkämme) oder bei bestimmter Bodenbeschaffenheit (wassergesättigter Boden, unverfestigter Schwemmboden).
d) Vereinzelt Steinschlag und Erdrutsche nicht nur in steilen Hängen nahe dem kritischen Winkel, meist bei losen Ablagerungen oder wassergesättigtem Boden. Unterseeische Rutschungen können ausgelöst werden, die möglicherweise kleine anormale Wellen an den Küsten von See und Meer erzeugen.
e) Äste und Büsche erbeben leicht, sehr selten fallen tote Äste und reife Früchte zu Boden.
f) Äußerst seltene Beobachtungen von Bodenverflüssigung („aufkochender“ Treibsand) in sehr begrenzten Bereichen, die aufgrund von hohem Grundwasserstand und geeigneter Bodenbeschaffenheit (z. B. Schwemmsand) anfällig dafür sind.

### Stufe VI
Hauptwirkungen fehlen. Nebenwirkungen sind:
a) Räumlich begrenzt treten deutliche Veränderungen des Wasserstandes in Brunnen oder der Menge der Wasserschüttung von Quellen auf. Ebenso werden kleine physikalische und chemische Veränderungen oder Trübung des Wassers von Seen, Brunnen oder Quellen beobachtet.
b) Anormale Wellen von mehreren Dezimetern Höhe überfluten sehr begrenzte Bereiche des Ufers. Überschwappen des Wassers aus Schwimmbecken, kleinen Tümpeln und Teichen.
c) Bei geeigneter Bodenbeschaffenheit (wassergesättigter Boden, unverfestigter Schwemmboden) gelegentliches Auftreten von millimeter- bis zentimeterbreiten Rissen mit einer Länge von bis zu einigen Metern, die an steilen Hängen oder Flussufern 1–2 cm offen stehen können. Einige kleine Risse entstehen in asphaltierten oder gepflasterten Straßen.
d) Steinschlag und Erdrutsche mit einem Volumen von bis zu 1.000 m3 vor allem an steilen Hängen und Geländeeinschnitten nahe dem kritischen Winkel, meist bei losen wassergesättigten Ablagerungen oder stark verwittertem und brüchigem Fels. Unterseeische Rutschungen können ausgelöst werden, die hin und wieder kleine, vor allem von Messinstrumenten verzeichnete, anormale Wellen an den Küsten von See und Meer erzeugen.
e) Äste und Büsche erbeben gemäßigt bis stark, in Abhängigkeit von der Baumart, dem Gesundheitszustand und der Fruchtlast brechen einige wenige Baumkronen und instabile tote Äste und fallen zu Boden.
f) Seltene Beobachtungen von Bodenverflüssigung („aufkochender“ Treibsand) in sehr begrenzten Bereichen, die aufgrund von hohem Grundwasserstand und geeigneter Bodenbeschaffenheit (z. B. Schwemmsand) anfällig dafür sind.

### Stufe VII
Hauptwirkungen werden sehr selten beobachtet, hauptsächlich in vulkanischen Gebieten. Vor allem sehr oberflächennahe Beben erzeugen begrenzte Oberflächenbrüche von einigen hundert Metern Länge und mit wenigen Zentimetern Versatz.
Nebenwirkungen betreffen eine Fläche in der Größenordnung von 10 km2.
a) Räumlich begrenzt treten vorübergehend deutliche Veränderungen des Wasserstandes in Brunnen oder der Menge der Wasserschüttung von Quellen auf. Selten kommt es vorübergehend zum Versiegen oder Entstehen von kleinen Quellen. Ebenso werden örtlich kleine physikalische und chemische Veränderungen oder Trübung des Wassers von Seen, Brunnen oder Quellen beobachtet.
b) Anormale Wellen von mehr als einem Meter Höhe überfluten begrenzte Bereiche des Ufers und beschädigen Objekte verschiedener Größe oder spülen sie fort. Überschwappen des Wassers aus kleinen Becken und Wasserläufen.
c) Bei geeigneter Bodenbeschaffenheit (wassergesättigter Boden, unverfestigter Schwemmboden) Auftreten von 5 bis 10 Zentimeter breiten Rissen mit einer Länge von bis zu hundert Metern. In trockenem Sand, sandigem Schluff und in Ton werden seltene Risse bis zu einer Breite von 1 Zentimeter beobachtet. Zentimeterbreite Risse entstehen in asphaltierten oder gepflasterten Straßen.
d) Verstreutes Auftreten von Erdrutschen, in einigen Fällen mit einem Volumen von bis zu 10.000 m3 vor allem an steilen Hängen und Geländeeinschnitten nahe dem kritischen Winkel, meist bei losen oder wassergesättigten Ablagerungen. Steinschlag ereignet sich vor allem in steilen Schluchten und an Klippen. Bei trockenem Boden aus Sand, sandigem Schluff oder Ton erreichen die Massenbewegungen ein Volumen von bis zu 100 m3. Bedeutende unterseeische Rutschungen können ausgelöst werden, die anormale Wellen an den Küsten von See und Meer erzeugen, welche von Personen in Booten und Häfen bemerkt werden.
e) Bäume und Büsche erbeben stark, vor allem in dicht bestandenen Wäldern brechen viele Baumkronen und instabile tote Äste und fallen zu Boden.
f) Seltene Beobachtungen von Bodenverflüssigung („aufkochender“ Treibsand bis zu 50 cm im Durchmesser) in sehr begrenzten Bereichen, die aufgrund von hohem Grundwasserstand und geeigneter Bodenbeschaffenheit (z. B. Schwemmsand) anfällig dafür sind.

### Stufe VIII
Hauptwirkungen werden selten beobachtet. Vor allem sehr oberflächennahe Beben, wie sie häufig in vulkanischen Gebieten vorkommen, erzeugen begrenzte Oberflächenbrüche von einigen hundert Metern Länge und mit wenigen Zentimetern Versatz. Darüber hinaus kann tektonische Hebung oder Senkung der Erdoberfläche über einige Zentimeter vorkommen.
Nebenwirkungen betreffen eine Fläche in der Größenordnung von 100 km2.
a) Die Wasserschüttung oder die Austrittshöhe von Quellen ändert sich, meist vorübergehend. Manchmal kommt es vorübergehend zum Versiegen oder Entstehen von kleinen Quellen. Beobachtet werden Veränderungen des Wasserstandes in Brunnen. Kleine physikalische und chemische Veränderungen des Wassers sind nachweisbar, meist Änderungen der Temperatur. Eine Trübung des Wassers lässt sich in abgeschlossenen Seen, in Flüssen, Brunnen oder Quellen beobachten. An manchen Stellen tritt Gas aus, meist schwefelhaltig.
b) Anormale Wellen von ein bis zwei Meter Höhe überfluten ufernahe Bereiche und beschädigen Objekte verschiedener Größe oder spülen sie fort. Erosion und Ablagerung von Treibgut kommt entlang der Küsten vor. Unterspülung und Verdriften einiger Büsche und kleiner, schlecht verwurzelter Bäume. Heftiges Überschwappen des Wassers aus kleinen Becken und Wasserläufen.
c) Bei geeigneter Bodenbeschaffenheit (wassergesättigter Boden, unverfestigter Schwemmboden) häufiges Auftreten von bis zu 50 Zentimeter breiten Rissen mit einer Länge von bis zu hundert Metern. In seltenen Fällen werden Risse von bis zu 1 Zentimeter Breite in hartem Felsgestein beobachtet. Dezimeterbreite Risse und kleine Druckwellungen der Oberfläche entstehen in asphaltierten oder gepflasterten Straßen.
d) Auftreten von kleinen und mittleren Erdrutschen mit einem Volumen von 1.000 bis 100.000 m3 in geeigneten Gebieten, selten auch an flachen Hängen. In Ablagerungen nahe dem kritischen Winkel, etwa an steilen Hängen bei losen oder wassergesättigten Ablagerungen sowie Steinschlagmassen in Schluchten und an Steilküsten können Erdrutsche ein großes Ausmaß erreichen (100.000 bis 1.000.000 m3). Erdrutsche können schmale Täler versperren und so zur Entstehung eines vorübergehenden oder bleibenden Stausees führen. Brüche, Rutschungen und Steinschläge betreffen Flussufer, künstliche Böschungen und Abgrabungen wie Straßeneinschnitte und Steinbrüche in Lockersedimenten und verwittertem Gestein. Häufig werden unterseeische Rutschungen ausgelöst.
e) Bäume werden stark geschüttelt, Äste brechen und fallen zu Boden, vor allem an steilen Hängen werden manche Bäume entwurzelt.
f) Bodenverflüssigung kann im Bereich des Epizentrums bei geeigneten Bodenverhältnissen häufig sein, hier treten vor allem „aufkochender“ Treibsand bis zu einem Meter Durchmesser auf sowie scheinbare Fontänen in stillem Wasser, Dehnung der Oberfläche und Setzungen bis zu 30 cm. Parallel zu den Ufern von Flüssen, Seen, Kanälen und zur Meeresküste bilden sich Spalten.
g) In trockenen Gebieten können im Bereich des Epizentrums Staubwolken aufsteigen.
h) Steine und sogar kleine Felsen sowie gefallene Baumstämme können in die Luft geworfen werden, ihr Wiederauftreffen hinterlässt typische Spuren in weichem Boden.

### Stufe IX
Hauptwirkungen wie Oberflächenbrüche von einigen Kilometern Länge und mit einigen Zentimetern Versatz werden häufig beobachtet. Darüber hinaus kann tektonische Hebung oder Senkung der Erdoberfläche über einige Dezimeter vorkommen.
Nebenwirkungen betreffen eine Fläche in der Größenordnung von 1.000 km2.
a) Die Wasserschüttung oder der Ort von Quellen ändert sich deutlich, meist vorübergehend. Manchmal kommt es zum Versiegen mittelgroßer Quellen. Häufig sind vorübergehende Veränderungen des Wasserstandes in Brunnen. Kleine physikalische und chemische Veränderungen des Wassers von Brunnen oder Quellen sind nachweisbar, meist Änderungen der Temperatur. Eine Trübung des Wassers lässt sich in abgeschlossenen Seen, in Flüssen, Brunnen oder Quellen beobachten. An manchen Stellen tritt Gas aus, meist schwefelhaltig. Stellenweise kommt es zur Entzündung des Gases und die Vegetation nahe der Austrittsstelle kann verbrennen.
b) Entstehung von mehrere Meter hohen Wellen in Still- und Fließgewässern, Verlagerung von Wasserläufen in Überschwemmungsebenen durch Bodensenkungen, Erscheinen und Verschwinden kleiner Wasserbecken. Je nach unterseeischem oder untermeerischem Geländerelief können Tsunamis von mehreren Metern Höhe entstehen, die weite Gebiete überschwemmen und eine Gefahr für Mensch und Tier darstellen. Erosion und Ablagerung von Treibgut kommt entlang der gesamten Küste vor. Unterspülung und Verdriften von Büschen und Bäumen.
c) Bei geeigneter Bodenbeschaffenheit (wassergesättigter Boden, unverfestigter Schwemmboden) häufiges Auftreten von bis zu 100 Zentimeter breiten Rissen mit einer Länge von bis zu mehreren hundert Metern. Risse von bis zu 10 Zentimeter Breite werden in hartem Felsgestein beobachtet. Breite Risse und kleine Druckwellungen der Oberfläche entstehen in asphaltierten oder gepflasterten Straßen.
d) Erdrutsche sind häufig, auch an flachen Hängen. In Ablagerungen nahe dem kritischen Winkel, etwa an steilen Hängen bei losen oder wassergesättigten Ablagerungen sowie Steinschlagmassen in Schluchten und an Steilküsten können Erdrutsche ein großes bis sehr großes Ausmaß erreichen (100.000 bis 1.000.000 m3). Erdrutsche können schmale Täler versperren und so zur Entstehung eines vorübergehenden oder bleibenden Stausees führen. Brüche, Rutschungen und Steinschläge betreffen Flussufer, künstliche Böschungen und Abgrabungen wie Straßeneinschnitte und Steinbrüche in Lockersedimenten und verwittertem Gestein. Häufig werden unterseeische Rutschungen in Küstennähe ausgelöst.
e) Bäume werden heftig geschüttelt, Äste und dünne Baumstämme brechen häufig und fallen zu Boden, vor allem an steilen Hängen werden manche Bäume entwurzelt.
f) Bodenverflüssigung und das Aufwallen von Wasser sind häufig, hier treten vor allem „aufkochender“ Treibsand bis zu drei Metern Durchmesser auf sowie scheinbare Fontänen in stillem Wasser, häufig Dehnung der Oberfläche und Setzungen von mehr als 30 cm. Parallel zu den Ufern von Flüssen, Seen, Kanälen und zur Meeresküste bilden sich Spalten.
g) In trockenen Gebieten können Staubwolken aufsteigen.
h) Kleine Felsen und gefallene Baumstämme können in die Luft geworfen werden und wandern je nach ihrer Form und der Geländeneigung mehrere Meter, ihr Wiederauftreffen hinterlässt typische Spuren in weichem Boden.

### Stufe X
Hauptwirkungen übertreffen die Nebenwirkungen. Oberflächenbrüche von einigen Zehnerkilometern Länge und mit einigen Zentimetern bis einigen Metern Versatz werden häufig beobachtet, in vulkanischen Gebieten kann die Länge der Brüche bei sehr flachgründigen Erdbeben wesentlich größer sein. Einbruchgräben und längliche Senken entwickeln sich. Darüber hinaus kann tektonische Hebung oder Senkung der Erdoberfläche über einige Meter vorkommen.
Nebenwirkungen betreffen eine Fläche in der Größenordnung von 5.000 km2.
a) Die Wasserschüttung oder die Austrittshöhe vieler Quellen ändert sich deutlich. Manchmal kommt es zum vorübergehenden oder vollständigen Versiegen mancher Quellen. Häufig sind vorübergehende Veränderungen des Wasserstandes in Brunnen. Teilweise starke physikalische und chemische Veränderungen des Wassers von Brunnen oder Quellen sind nachweisbar, meist Änderungen der Temperatur. Eine Verschlammung des Wassers lässt sich sogar in großen Seen sowie in Flüssen, Brunnen oder Quellen beobachten. An manchen Stellen tritt Gas aus, meist schwefelhaltig. Stellenweise kommt es zur Entzündung des Gases und die Vegetation nahe der Austrittsstelle kann verbrennen.
b) Entstehung von mehrere Meter hohen Wellen sogar in großen Still- und Fließgewässern, die ihr Bett verlassen können. Zeitweilige oder bleibende Verlagerung von Wasserläufen in Überschwemmungsebenen durch Bodensenkungen; Erscheinen und Verschwinden von Wasserbecken. Je nach unterseeischem oder untermeerischem Geländerelief und der Ausbildung der Küste entstehen Tsunamis von mehr als 5 Metern Höhe, die mehrere Kilometer ins Land eindringen und kleine Felsbrocken über viele Meter mitschleifen können. Tiefreichende Erosion kommt entlang der gesamten Küste vor, die die Küstenlinie deutlich verändern kann. Unterspülung und Verdriften von ufernahen Bäumen.
c) Bei geeigneter Bodenbeschaffenheit (wassergesättigter Boden, unverfestigter Schwemmboden) häufiges Auftreten von mehr als 1 Meter offen stehenden Rissen mit einer Länge von bis zu mehreren hundert Metern. Risse von mehreren Dezimetern Breite werden in hartem Felsgestein beobachtet. Breite Risse und Druckwellungen der Oberfläche entstehen in asphaltierten oder gepflasterten Straßen.
d) Große Erdrutsche und Felsstürze größer als 100.000 bis 1.000.000 m3 sind häufig, ungeachtet des Gleichgewichtszustandes von Berghängen. Die Erdrutsche können schmale Täler versperren und so zur Entstehung eines vorübergehenden oder bleibenden Stausees führen. Flussufer, künstliche Böschungen und die Wände künstlicher Abgrabungen wie Straßeneinschnitte und Steinbrüche brechen zusammen. Straßen- und Erddämme können schwer beschädigt werden. Häufig werden unterseeische Rutschungen in Küstennähe ausgelöst.
e) Bäume werden heftig geschüttelt, viele Äste und Baumstämme brechen und fallen zu Boden, manche Bäume werden entwurzelt.
f) Bodenverflüssigung im Verbund mit Aufwallen von Wasser und Bodenverdichtung verändern das Aussehen weiter Zonen, hier treten vor allem Sandvulkane mit bis zu sechs Metern Durchmesser auf. Setzungen erreichen eine Höhe von mehr als einem Meter. Breite und lange Spalten aufgrund der Dehnung der Oberfläche sind häufig.
g) In trockenen Gebieten steigen meistens Staubwolken auf.
h) Felsen mit mehr als 2 bis 3 m Durchmesser können in die Luft geworfen werden und auch bei geringer Geländeneigung hunderte Meter über den Boden wandern. Dabei entstehen typische Spuren in weichem Boden.

### Stufe XI
Hauptwirkungen überwiegen. Oberflächenbrüche von einigen Zehnerkilometern bis über hundert Kilometer Länge und mit einigen Metern Versatz treten auf. Einbruchgräben, Pressungsrücken und längliche Senken entwickeln sich, Entwässerungsmuster können stark verändert werden. Darüber hinaus kann tektonische Hebung oder Senkung der Erdoberfläche über viele Meter vorkommen.
Nebenwirkungen betreffen eine Fläche in der Größenordnung von 10.000 km2.
a) Die Wasserschüttung oder die Austrittshöhe vieler Quellen ändert sich deutlich. Häufig kommt es zum vorübergehenden oder vollständigen Versiegen von Quellen. Häufig sind vorübergehende Veränderungen des Wasserstandes in Brunnen. Teilweise starke physikalische und chemische Veränderungen des Wassers von Brunnen oder Quellen sind nachweisbar, meist Änderungen der Temperatur. Eine starke Verschlammung des Wassers lässt sich sogar in großen Seen sowie in Flüssen, Brunnen oder Quellen beobachten. An manchen Stellen tritt Gas aus, oft schwefelhaltig. Stellenweise kommt es zur Entzündung des Gases und die Vegetation nahe der Austrittsstelle kann verbrennen.
b) Entstehung von mehrere Meter hohen Wellen in großen Still- und Fließgewässern, die ihr Bett verlassen können. Zeitweilige oder bleibende Verlagerung von Wasserläufen in Überschwemmungsebenen durch Bodensenkungen; Erscheinen und Verschwinden von Wasserbecken. Je nach unterseeischem oder untermeerischem Geländerelief und der Ausbildung der Küste entstehen Tsunamis von mehr als 15 Metern Höhe, die mehrere Kilometer ins Land eindringen und metergroße Felsbrocken über große Entfernung mitschleifen können. Tiefreichende Erosion kommt entlang der gesamten Küste vor, die die Küstenlinie deutlich verändern kann. Unterspülung und Verdriften von ufernahen Bäumen.
c) Bei geeigneter Bodenbeschaffenheit (wassergesättigter Boden, unverfestigter Schwemmboden) häufiges Auftreten von mehrere Meter offen stehenden Rissen. Risse von bis zu einem Meter Breite werden in hartem Felsgestein beobachtet. Sehr breite Risse und starke Druckwellungen der Oberfläche entstehen in asphaltierten oder gepflasterten Straßen.
d) Große Erdrutsche und Felsstürze größer als 100.000 bis 1.000.000 m3 sind häufig, ungeachtet des Gleichgewichtszustandes von Berghängen, und ereignen sich in geringerem Maße noch in 200 bis 300 Kilometer vom Epizentrum. Die Erdrutsche versperren häufig schmale Täler und tragen so zur Entstehung eines vorübergehenden oder bleibenden Stausees bei. Flussufer, künstliche Böschungen und die Wände künstlicher Abgrabungen wie Straßeneinschnitte und Steinbrüche brechen zusammen. Straßen- und Erddämme können schwer beschädigt werden. Häufig werden große unterseeische Rutschungen in Küstennähe ausgelöst.
e) Bäume werden heftig geschüttelt, viele Äste und Baumstämme brechen und fallen zu Boden, manche Bäume werden entwurzelt.
f) Bodenverflüssigung verändert das Aussehen ausgedehnter Zonen, hier treten vor allem viele große Sandvulkane auf. Setzungen erreichen eine Höhe von mehreren Metern. Starke Dehnung der Oberfläche ist häufig.
g) In trockenen Gebieten steigen Staubwolken auf.
h) Felsen mit mehreren Metern Durchmesser können in die Luft geworfen werden und auch bei geringer Geländeneigung hunderte Meter über den Boden wandern. Dabei entstehen typische Spuren in weichem Boden.

### Stufe XII
Hauptwirkungen überwiegen. Oberflächenbrüche mit mindestens einigen hundert Kilometern Länge und mit einigen Zehnermetern Versatz treten auf. Einbruchgräben, Pressungsrücken und längliche Senken entwickeln sich, Entwässerungsmuster können stark verändert werden. Veränderungen der Landschaft und Oberflächenformen durch die Hauptwirkungen können außerordentlich ausgedehnt und groß sein. Beispiele solcher Veränderungen sind Veränderungen der Küstenhöhe von mehreren Metern, Erscheinung oder Verschwinden bedeutender Landschaftselemente oder von Seen, Änderung von Flussläufen, Entstehung von Wasserfällen.
Nebenwirkungen betreffen eine Fläche in der Größenordnung von 50.000 km2 und mehr.
a) Die Wasserschüttung oder die Austrittshöhe vieler Quellen ändert sich deutlich. Häufig kommt es zum vorübergehenden oder vollständigen Versiegen von Quellen. Häufig sind vorübergehende Veränderungen des Wasserstandes in Brunnen. Starke physikalische und chemische Veränderungen des Wassers von Brunnen oder Quellen sind nachweisbar, meist Änderungen der Temperatur. Eine starke Verschlammung des Wassers lässt sich sogar in großen Seen sowie in Flüssen, Brunnen oder Quellen beobachten. An manchen Stellen tritt Gas aus, oft schwefelhaltig. Stellenweise kommt es zur Entzündung des Gases und die Vegetation nahe der Austrittsstelle kann verbrennen.
b) Entstehung von gigantischen Wellen in großen Still- und Fließgewässern, die ihr Bett verlassen. Zeitweilige oder bleibende Verlagerung von Wasserläufen oder sogar der Fließrichtung in Überschwemmungsebenen durch Bodensenkungen und Erdrutsche; Erscheinen und Verschwinden von großen Wasserbecken. Je nach unterseeischem oder untermeerischem Geländerelief und der Ausbildung der Küste entstehen Tsunamis von mehreren Zehnermetern Höhe, die mehrere Kilometer ins Land eindringen und große Felsbrocken über große Entfernung mitschleifen können. Tiefreichende Erosion kommt entlang der gesamten Küste vor, die die Küstenlinie vollkommen verändern kann. Häufig Unterspülung und Verdriften von ufernahen Bäumen. Alle Boote werden aus ihrer Verankerung gerissen und weggeschwemmt oder über teilweise große Strecken landeinwärts getragen. Alle Personen, die sich außerhalb befinden, werden weggespült.
c) Mehr als zehn Meter offen stehende und mehrere Kilometer lange Risse in wassergesättigtem Boden oder unverfestigtem Schwemmboden, Risse von mehr als einem Meter Breite werden in hartem Felsgestein beobachtet.
d) Große Erdrutsche und Felsstürze größer als 100.000 bis 1.000.000 m3 sind häufig, ungeachtet des Gleichgewichtszustandes von Berghängen, und ereignen sich auch in 200 bis 300 Kilometer vom Epizentrum in bedeutender Größe. Die Erdrutsche versperren häufig schmale Täler und tragen so zur Entstehung eines vorübergehenden oder bleibenden Stausees bei. Flussufer, künstliche Böschungen und die Wände künstlicher Abgrabungen wie Straßeneinschnitte und Steinbrüche brechen zusammen. Straßen- und Erddämme können schwer beschädigt werden. Häufig werden sehr große unterseeische Rutschungen in Küstennähe ausgelöst.
e) Bäume werden heftig geschüttelt, viele Äste und Baumstämme brechen und fallen zu Boden, manche Bäume werden entwurzelt.
f) Bodenverflüssigung verändert das Aussehen ausgedehnter Zonen, hier treten vor allem viele große Sandvulkane auf. Setzungen erreichen eine Höhe von mehreren Metern. Sehr starke Dehnung der Oberfläche ist häufig.
g) In trockenen Gebieten steigen Staubwolken auf.
h) Auch sehr große Felsen können in die Luft geworfen werden und auch bei geringer Geländeneigung hunderte Meter über den Boden wandern. Dabei entstehen typische Spuren in weichem Boden.